# Антоніу-Ваз (острів)
Антоніу-Ваз (порт. Ilha de Antônio Vaz) — острів у центрі міста Ресіфі, Бразилія, на якому зараз розташовані міські райони Санту-Антоніу, Сан-Жозе, Кабанга і Кокі, та на якому існувало місто Мауріцстад, колишня столиця Голландської Бразилії.
| Бразилія | Це незавершена стаття з географії Бразилії. Ви можете допомогти проєкту, виправивши або дописавши її. |